# Highfield (Nouvelle-Zélande)
Highfield est une banlieue de la cité de Timaru située dans le secteur du district de South Canterbury au niveau de la région de Canterbury dans l’Île du Sud de la Nouvelle-Zélande.

## Démographie
Highfield couvre une surface de 2,36 km2.
Elle a une population estimée à 3 640 habitants en juin 2024 avec une densité de population de 1,5 personnes par km2 
La localité de Highfield avait une population de 3 609 habitants lors du recensement néo-zélandais de 2018, en augmentation de 189 personnes (5,5 %) depuis le recensement néo-zélandais de 2013, et une augmentation de 81 personnes (2,3 %) depuis le recensement de 2006 en Nouvelle-Zélande.
Il y avait 1 473 logements comprenant 1 650 hommes et 1 959 femmes, donnant un sexe-ratio de 0,84 homme pour une femme, avec 600 personnes (16,6 %) âgées de moins de 15 ans, 546 personnes (15,1 %) âgées de 15 à 29 ans, 1 545 personnes (42,8 %) âgées de 30 à 64 ans, et 924 personnes (25,6 %) âgées de 65 ou plus.
L’ethnicité était pour 91,2 % européens/Pākehās, 6,5 % māoris, 1,4 % originaire des îles du Pacifique (en), 4,3 % d’origine asiatique (en), et 2,6 % d’une autre ethnicité.
Les personnes peuvent s’identifier de plus d’une ethnicité en fonction de l’origine de leurs parents.
Le pourcentage de personnes nées outre-mer était de 14,7 % comparé avec les 27,1 % au niveau national.
Bien que certaines personnes choisissent de ne pas répondre à la question du recensement concernant leur affiliation religieuse, 45,7 % n’ont aucune religion, 45,0 % sont chrétiens (en), 0,1 % ont des croyances religieuses Maori (en), 0,7 % sont Hindouistes (en), 0,2 % sont musulmans, 0,4 % sont Bouddhistes (en) et 1,4 % ont une autre religion.
Parmi ceux d’au moins 15 ans d’âge, 555 personnes (18,4 %) ont une licence ou un degré universitaire supérieur et  636 personnes (21,1 %) n’ont aucune qualifications formelle.
504 personnes (16,7 %) gagnent plus de 70 000 $ comparé avec les 17,2 % au niveau national.
Le statut d’emploi de ceux d’au moins 15 ans d’âges était pour 1 308 personnes (43,5 %) un emploi à plein temps, pour 486 personnes (16,2 %) un temps partiel et 78 personnes (2,6 %) étaient sans emploi.
| Nom              | surface (km2) | Population | Densité (par km2) | logements | âge médian | revenu médian |
| ---------------- | ------------- | ---------- | ----------------- | --------- | ---------- | ------------- |
| Highfield North  | 1,41          | 2358       | 1672              | 963       | 51,1 ans   | 28 400 $      |
| Highfield South  | 0,95          | 1251       | 1317              | 510       | 40,8 ans   | 30 400 $.     |
| Nouvelle-Zélande |               |            |                   |           | 37,4 ans   | 31 800 $      |

## Économie
Le centre commercial de Highfield Village Mall comprend un supermarché New World (en).

## Éducation
- L’école de Highfield est une école primaire, publique, mixte, desservant les années 1 à 8[6] avec un effectif de  279 élèves.

L’école a été établie en 1962.
- Craighead Diocesan School (en) est une école secondaire pour filles intégrée au service public et desservant les années 7 à 13[8] avec un effectif de  425 élèves.

L’école fut établie en 1911, et devint une école de l’église anglicane en 1926.
Tous les effectifs sont ceux de février 2024